# Альто-Амасонас (провинция)
Альто-Амасонас (исп. Provincia de Alto Amazonas) — одна из 7 провинций перуанского региона Лорето. Расположена в северо-восточной части страны. Территория составляет 18 764 км². Население — 104 667 человек; плотность населения — 5,58 чел/км². Столица — город Юримагуас.

## История
Провинция была создана постановлением от 7 февраля 1866 года, которое было ратифицировано 11 сентября 1868 года. 2 августа 2005 года из территории Альто-Амасонас была выделена новая провинция Датем-дель-Мараньон.

## География и климат
Граничит с провинциями Датем-дель-Мараньон (на западе), Лорето (на востоке), Рекена (на юго-востоке) и регионом Сан-Мартин (на юге).
Провинция расположена в зоне Амазонской сельвы. Климат — влажный тропический, средние температуры колеблются от 25,5 до 26°С. Характерны крайне небольшие суточные колебания температуры. Среднегодовой уровень осадков составляет 2000—2500 мм.

## Административное деление
В административном отношении подразделяется на 6 районов:
- Юримагуас
- Бальсапуэрто
- Хеверос
- Лагунас
- Санта-Крус
- Теньенте-Кесар-Лопес-Рохас